# Ujae
Ujae, atol od 14 otočića u sastavu Maršalovih Otoka, dio lanca Ralik.

## Zemljopis
Nalazi se 47 km zapadno od Laea i 122 km zapadno od Kwajaleina. Okružuje lagunu površine 185,94 km2.

## Stanovništvo
| broj stanovnika | 167   | 191   | 209   | 309   | 448   | 440   |
|                 | 1958. | 1967. | 1973. | 1980. | 1988. | 1999. |